# Mark Heese
Mark Heese (ur. 15 sierpnia 1969 w Toronto) – kanadyjski siatkarz plażowy, medalista igrzysk olimpijskich.

## Życiorys
Mark jest synem kajakarza Fredericka Heese. W młodości grał w koszykówkę, siatkówkę halową i uprawiał kajakarstwo. Jest absolwentem Uniwersytetu McMastera. Heese wystąpił na igrzyskach olimpijskich 1996 odbywających się w Atlancie. Jego partnerem był wówczas John Child, z którym grał przez większość kariery. Kanadyjczycy dotarli do półfinału, w którym przegrali z Amerykanami Michaelem Doddem i Michaelem Whitmarshem. W meczu o trzecie miejsce wygrali z portugalską parą João Brenha / Miguel Maia. W 1997 Child i Heese zajęli 9. miejsce na mistrzostwach świata w Los Angeles. Na tym samym miejscu zakończyli rywalizację w następnych mistrzostwach świata, w Marsylii. Po raz kolejny na igrzyskach olimpijskich wystąpili w 2000, w Sydney, gdzie dotarli do ćwierćfinału turnieju, w którym zostali pokonali przez późniejszych wicemistrzów, Brazylijczyków Zé Marco de Melo i Ricardo Santosa. Na następnych mistrzostwach świata, 2001 w Klagenfurcie i 2003 w Rio de Janeiro Kanadyjczycy zajmowali odpowiednio 17. i 37. miejsce. W 2004 Child i Heese zagrali na igrzyskach w Atenach. W ćwierćfinale ulegli hiszpańskiej parze Bosma / Herrera, późniejszym srebrnym medalistom. Na mistrzostwach świata 2005 w Berlinie odpadli pierwszej rundzie.
Mark Heese i John Child czternastokrotnie stawali na podium World Tour, w tym raz na najwyższym stopniu, w sezonie 1996, który okazał się ich najlepszym sezonem w karierze – zakończyli go na 9. miejscu w rankingu. Ostatni raz w tych rozgrywkach Heese zagrał w 2007.